# Tim Wieskötter
Tim Wieskötter (n. 12 martie 1979, Emsdetten, Republica Federală Germania, Germania) este un canoist german, medaliat olimpic. A participat la 4 ediții ale Jocurilor Olimpice (2000, 2004, 2008, 2012) în care a câștigat o medalie de aur, o medalie de argint și o medalie de bronz.